# Grethe
Grethe eller Grete är en dansk kortform av Margrethe – den danska formen av Margareta. Det äldsta belägget i Sverige är från år 1889.
Den 31 december 2014 fanns det totalt 1 548 kvinnor folkbokförda i Sverige med namnet Grethe eller Grete, varav 628 bar det som tilltalsnamn.
Namnsdag: saknas

## Personer med namnet Grethe eller Grete
- Grete Faremo, norsk politiker

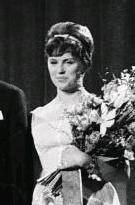
Grethe Ingmann

- Grete Havnesköld, svensk skådespelare
- Grethe Heltberg, dansk författare och poet
- Gretelise Holm, dansk författare
- Grethe Ingmann, dansk sångerska
- Grete Jalk, dansk möbelformgivare
- Grethe Kausland, norsk sångerska och skådespelare
- Grethe Fenger Møller, dansk politiker
- Grete Ingeborg Nykkelmo, norsk skidskytt och längdskidåkare
- Grete Paia, estnisk sångerska
- Grethe Philip, dansk ekonom och politiker
- Grethe Risbjerg Thomsen, dansk författare
- Grethe Rostbøll, dansk politiker
- Grete Stern, tysk konstnär
- Anne-Grete Strøm-Erichsen, norsk politiker
- Grethe Sønck, dansk sångerska och skådespelare
- Grete Waitz, norsk friidrottare
- Grete Winkels, tysk friidrottare